# 크리스 칩널

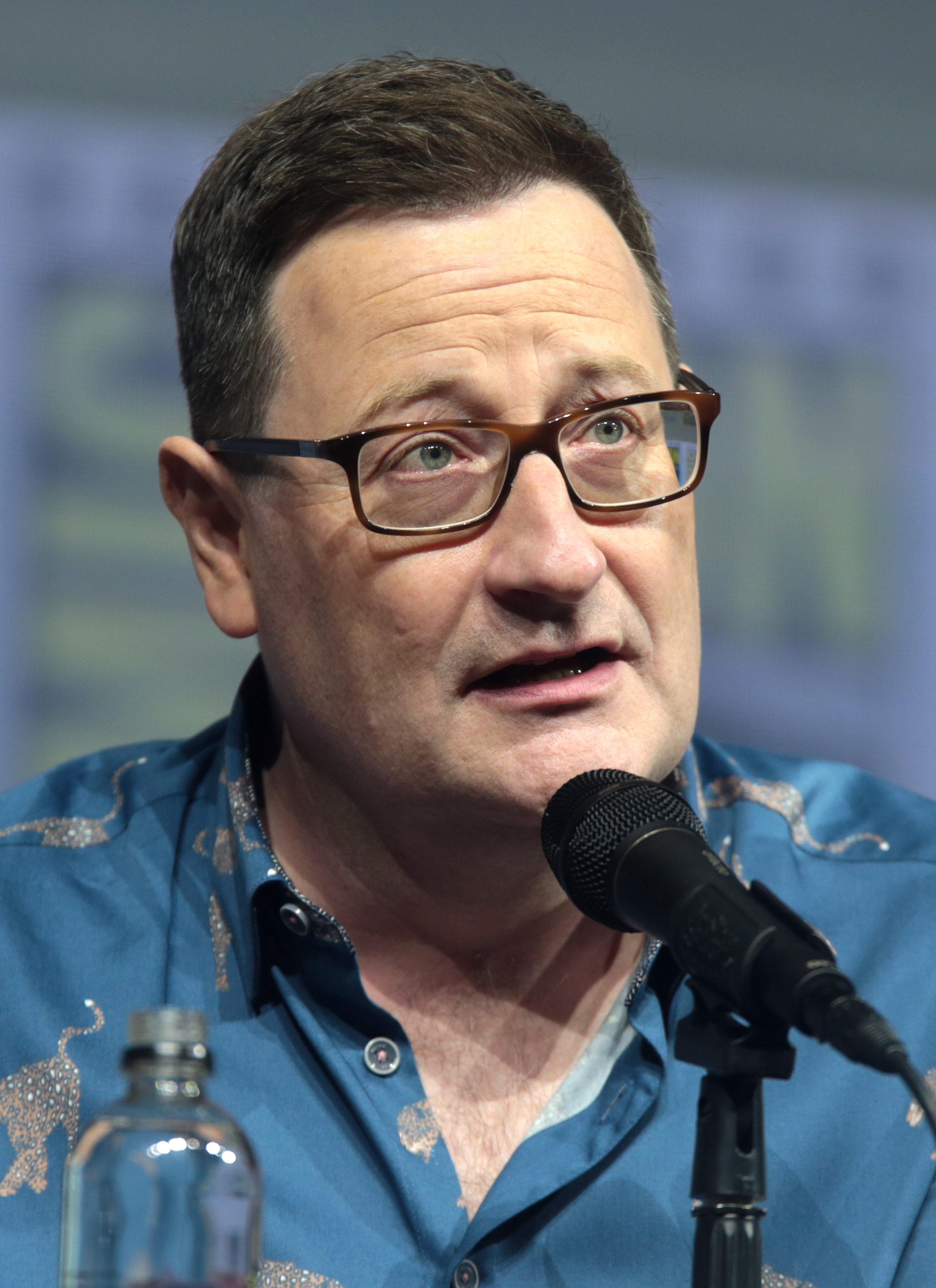

크리스 칩널(영어: Chris Chibnall, 1970년 ~ )은 영국의 텔레비전 작가이다. 대표작으로는 SF 드라마 <토치우드>와 ITV 수사 드라마 <브로드처치>가 있다. 2016년 1월 22일에는 유명 SF 드라마 <닥터 후>의 새로운 대표 작가이자 총괄 제작자로 임명되었으며, 2018년 시즌 11부터 작업에 들어갈 예정이다.

## 어린 시절과 경력
영국 머지사이드 프롬비에서 자란 칩널은 트위커넘의 세인트메리 대학에서 드라마를 전공하였으며, 셰필드 대학교에서 무대영화 석사를 땄다. 이후 스카이 스포츠에서 축구 기록관리원과 무대감독으로 일하며 경력을 쌓다가 극장가 실무자로 일하기 시작했다. 1996년부터 1999년까지는 실험극 전문회사 컴플리시트에서 근무하였으며 (이곳에서 지금의 아내 메들린을 만나기도 함) 그 다음에는 정규 작가로 나서게 되었다.

## 극작가
칩널은 1988년 컨택트 극장이 주최한 젊은 극작가 페스티벌에 참여하면서 생애 첫 단막극을 기획하게 되었다. 당시 감독은 로렌스 틸이 맡았다. 대학 재학 중에도 칩널은 'Victims'와 'Now We Are Free'란 제목의 극 두 개를 썼고, 나중에 에딘버러 프린지 페스티벌에서 에드워드 루이스 감독으로 무대에 올랐다. 1998년에는 GRiP 시어터 컴퍼니에 전속작가로 계약, 'Best Daze'와 'Gaffer!'를 비롯한 총 세 개의 장편극과 다수의 단편극을 집필하였다. 이후 칩널의 뒤를 이어 매튜 브로턴이 전속작가가 되었고, 'Gaffer!'도 2004년 서더크 플레이하우스에서 마지막으로 공연한 뒤 막을 내렸다.
칩널은 1999년 로열 내셔널 시어터 스튜디오에서 임시로 머물다가 이듬해 2000년에는 1년 계약으로 임시직을 맡았다. 이 당시 그가 쓴 작품이 Kiss Me Like You Mean It로 애비게일 모리스 감독의 연츨로 소호 극장에서 공연되었다. 출연 배우로는 캐서린 맥코맥, 제이슨 휴즈, 마를린 사이더웨이, 해리 토브가 있었다. 이 작품은 메이어-휘토트 상의 최종후보로 진출하기도 하였으며, 전세계 여러 극장에서 초연되어 2004년에는 파리에서 석 달간 공연해 성공을 거뒀다.

## 텔레비전 작가
칩널의 첫 텔레비전 각본은 ITV에서 방송된 모놀로그 드라마 <Stormin' Norman>로, 칼튼 텔레비전이 제작했고 제임스 볼럼이 출연하였다.
2001년에는 작가 나이절 매크러리와 함께 드라마 기획 작업에 참여하게 되었고 이후 BBC One에서 <본 앤드 브레드>란 제목으로 2002년부터 2005년까지 4년간 방영되었다. 당시 볼럼과 마이클 프렌치가 출연했던 이 드라마에서 칩널은 대표작가이자 자문 프로듀서 (이후 총괄프로듀서)로서 36개의 에피소드 중 17개 에피소드를 집필하였다.
또한 칩널은 국제에미상을 2회 수상한 드라마 <라이프 온 마스> (2006-2007년)에서 드라마 각본제작가로도 활동하였다. 이때의 공로로 2007년에는 런던 팔라디움에서 드라마 제작팀 중 한 명으로서 BAFTA 시청자상을 수여받았다.
2005년에는 BBC One의 토요일 저녁 가족드라마 시간대에 방영될 마법사 멀린이 등장하는 판타지 드라마를 기획하게 되었다. 다만 각본이 일부 완성된 상태에서 제인 트랜터 BBC 드라마국장이 프로젝트 진행을 중단하겠다는 결정이 내려지면서 없던 일이 되었다. 이후 이 드라마는 2008년 정기시리즈 <멀린>으로 되살려 전파를 타게 되었지만 이번에는 칩널이 제작에 관여하지는 않았다.
2007년 딕 울프와 쿠도스 필름 측은 미국의 원작드라마를 리메이크하여 ITV1에서 방송될 법정 수사드라마 로 앤드 오더 UK의 쇼러너로 크리스 칩널을 지명했다고 밝혔다. 칩널은 시즌 1의 대표작가와 총괄 프로듀서직을 맡게 되며, 미국 원작 에피소드를 기반으로 전 13화의 각본을 집필할 것이라고 밝혔다. 시즌1이 흥행을 거두면서 ITV는 차기 시즌 제작을 기획하게 되었으나, 칩널은 다른 작품 작업에 집중하기 위해 드라마 제작에서 하차하겠다는 결정을 내렸다.
2011년에는 미국 케이블채널 스타즈의 아서왕 전기 드라마 카멜롯의 제작에 나섰다. 촬영작업은 아일랜드 더블린 부근에 있는 아드모어 스튜디오에서 진행되었으며 4월부터 방영에 들어갔다. 이번에도 칩널은 다른 작품의 집필 작업 때문에 바쁘다는 이유로 차기 시즌 제작에는 참여하지 않겠다고 미리 밝혔다. 드라마 자체도 시즌 1만 방송되고 시즌 2 제작계획 없이 그대로 종영되었다.
2013년 13월에는 영국에서 있었던 실제 사건인 1963년 대열차 강도 사건을 소재로 한 2부작 드라마 더 그레이트 트레인 로버리의 작가를 맡았다. 드라마 첫화가 방영되던 날에는 우연히 실제 사건의 강도였던 로니 빅스가 사망해서 화제가 되기도 하였다.

### 닥터 후
칩널은 <닥터 후>의 오랜 팬이기도 하다. 1986년에는 BBC의 토론 프로그램 <오픈 에어> (Open Air)에 닥터 후 시청자 협회 (Doctor Who Appreciation Society) 대표로 출연, 당시 방영중이던 드라마의 퀄리티에 대해 비판의 목소리를 낸 적이 있다.
2005년에는 <닥터 후>의 스핀오프로 기획된 SF 드라마인 <토치우드>의 대표작가 겸 공동프로듀서로 임명되었다. 토치우드는 2006년 10월 BBC Three에서 첫방송되었으며, 영국 디지털 채널 방송의 비스포츠 프로그램으로는 사상 최고의 시청률을 기록하기도 했다. 2007년에는 TV 퀵 어워즈에서 최고의 새 드라마 부문을, BAFTA 컴리 어워즈에서는 최고의 드라마 시리즈 부문을 수상하였다. 또 휴고상과 새턴상에도 후보로 오르기도 했으나 아쉽게도 수상으로 이어지진 않았다. 미국에서는 BBC 아메리카와 HD넷을 통해 방영되어 큰 호평을 받기도 했다. 칩널은 토치우드의 시즌 1과 시즌 2에서 8개 에피소드를 집필하였으며 이중에는 시즌 1의 마지막화와 시즌2의 첫화, 마지막화도 있었다. 토치우드 제작에 참여하던 2007년에는 닥터 후의 시즌 3 에피소드인 "42"를 쓰기도 했다.
2010년에는 오랜만에 닥터 후 시즌 5의 2부작 에피소드 He returned to Doctor Who for the 2010 season, penning the two-part story "The Hungry Earth" / "Cold Blood"의 각본을 맡았다. 이 에피소드에서는 올드 시즌의 외계 종족이었던 실루리안 종족이 다시 등장하게 되었다. 2012년에는 시즌7 파트1의 두번째 에피소드 "Dinosaurs on a Spaceship"와 네번째 에피소드 "The Power of Three"를 집필하였고, 온라인으로 공개된 미니 에피소드인 'Pond Life'의 각본도 맡았다. 이후 또다른 미니 에피소드인 P.S.를 집필하였지만 실제 촬영에 들어가지는 못했고 나중에 온라인에서 스토리보드 형식으로 공개되었다.